# Gavril Istrate
Gavril Istrate (* 23. Februar 1914; † 30. Januar 2014) war ein rumänischer Romanist und Rumänist.

## Leben
Istrate kam 1933 nach Iaşi. Er promovierte 1949 bei Iorgu Iordan mit der Arbeit  Limba poeziei lui Coșbuc und war ab 1957 Professor an der Universität Alexandru Ioan Cuza Iași. Er starb 4 Wochen vor seinem 100. Geburtstag.

## Werke
- Limba românǎ literarǎ. Studii și articole, Bukarest 1970, 2009
- Originea limbii române literare, Iași 1981
- Studii eminescience, Iași 1987
- Studii și portrete, 5 Bde., Iași 2001-2005
- (Hrsg.) George Coșbuc, Scrieri alese, Iași 2001
- Transilvania în opera lui Sadoveanu, Iași 1999